# ICD-10 Kapitel XIX - Læsioner, forgiftninger og visse andre følger af ydre påvirkninger
ICD-10 Kapitel XIX – Læsioner, forgiftninger og visse andre følger af ydre påvirkninger er det ellevte kapitel i ICD-10 kodelisten. Kapitlet omhandler læsioner, forgiftninger og andre følger af ydre påvirkninger.
| Kapitel XIX – Læsioner, forgiftninger og visse andre følger af ydre påvirkninger (S00-T98)                  |
| S00-S09 - Hovedlæsioner                                                                                     |
| --- |
| S00 - Overfladisk læsion af hovedet                                                                         |
| S01 - Åbent sår på hoved                                                                                    |
| S02 - Kraniebrud og brud af ansigtsknogler                                                                  |
| S03 - Ledskred og forvridning af ledbånd på hovedet                                                         |
| S04 - Læsioner af hjernenerve                                                                               |
| S05 - Læsion af øje og øjenhule                                                                             |
| S06 - Intrakranielle læsioner                                                                               |
| S07 - Knusningslæsion på hovedet                                                                            |
| S08 - Traumatisk amputation af dele af hovedet                                                              |
| S09 - Anden og ikke specificeret læsion i hovedet                                                           |
| S10-S19 - Halslæsioner                                                                                      |
| S10 - Overfladisk læsion på halsen                                                                          |
| S11 - Åbent sår på halsen                                                                                   |
| S12 - Fraktur i halsregionen                                                                                |
| S13 - Luksation og distorsion af led og ligamenter på halsen                                                |
| S14 - Læsion af nerver og rygmarv i halsregionen                                                            |
| S15 - Læsion af blodkar i halsregionen                                                                      |
| S16 - Læsion af muskler og sener i halsregionen                                                             |
| S17 - Knusningslæsion på halsen                                                                             |
| S18 - Traumatisk amputation af hovedet                                                                      |
| S19 - Andre og ikke specificerede læsioner på halsen                                                        |
| S20-S29 - Thoraxlæsioner                                                                                    |
| S20 - Overfladisk læsion af thorax                                                                          |
| S21 - Åbent sår på thorax                                                                                   |
| S22 - Fraktur af ribben, brystbenet og torakale rygsøjle                                                    |
| S23 - Luksation og distorsion af led og ligamenter i thoraxskelettet                                        |
| S24 - Læsion af nerver og rygmarv i brystregionen                                                           |
| S25 - Læsion af blodkar i thorax                                                                            |
| S26 - Læsion af hjertet                                                                                     |
| S27 - Læsion af andre og ikke specificerede organer i thorax                                                |
| S28 - Knusningslæsion af thorax og traumatisk amputation af dele af thorax                                  |
| S29 - Andre og ikke specificerede læsioner af thorax                                                        |
| S30-S39 - Læsioner i abdomen, lænden og bækkenet                                                            |
| S30 - Overfladisk læsion af abdomen, lænden og bækkenet                                                     |
| S31 - Åbent sår på abdomen, lænden og bækkenet                                                              |
| S32 - Fraktur af lumbale rygsøjle og bækkenet                                                               |
| S33 - Luksation og distorsion af led og ligamenter i lumbale rygsøjle og bækkenet                           |
| S34 - Læsion af nerver og rygmarv i lænde- og bækkenregionen                                                |
| S35 - Læsion af blodkar i abdomen, lænden og bækkenet                                                       |
| S36 - Læsion af organer i bughulen                                                                          |
| S37 - Læsion af bækkenorganer                                                                               |
| S38 - Knusningslæsion og traumatisk amputation af dele af abdomen, lænden og bækkenet                       |
| S39 - Andre og ikke specificerede læsioner af abdomen, lænden og bækkenet                                   |
| S40-S49 - Læsioner af skulder og overarm                                                                    |
| S40 - Overfladisk læsion af skulder og overarm                                                              |
| S41 - Åbent sår på skulder og overarm                                                                       |
| S42 - Fraktur af skulder og overarm                                                                         |
| S43 - Luksation og distorsion af led og ligamenter i skulderregion                                          |
| S44 - Læsion af nerver i skulderregion og overarm                                                           |
| S45 - Læsion af blodkar i skulderregion og overarm                                                          |
| S46 - Læsion af muskler og sener i skulder og overarm                                                       |
| S47 - Knusningslæsion af skulderregion og overarm                                                           |
| S48 - Traumatisk amputation af skulder og overarm                                                           |
| S49 - Andre og ikke specificerede læsioner af skulderregion og overarm                                      |
| S50-S59 - Læsioner af albue og underarm                                                                     |
| S50 - Overfladisk læsion af albueregion og underarm                                                         |
| S51 - Åbent sår på albueregion og underarm                                                                  |
| S52 - Fraktur af albue og underarm                                                                          |
| S53 - Luksation og distorsion af led og ligamenter i albueregion                                            |
| S54 - Læsion af nerver i albueregion og underarm                                                            |
| S55 - Læsion af blodkar i albueregion og underarm                                                           |
| S56 - Læsion af muskler og sener i underarm                                                                 |
| S57 - Knusningslæsion af albue og underarm                                                                  |
| S58 - Traumatisk amputation af albue og underarm                                                            |
| S59 - Andre og ikke specificerede læsioner af albue og underarm                                             |
| S60-S69 - Læsioner af håndled og hånd                                                                       |
| S60 - Overfladisk læsion af håndled og hånd                                                                 |
| S61 - Åbent sår på håndled og hånd                                                                          |
| S62 - Fraktur af håndled og hånd                                                                            |
| S63 - Luksation og distorsion af led og ligamenter i håndled og hånd                                        |
| S64 - Læsion af nerver i håndled og hånd                                                                    |
| S65 - Læsion af blodkar i håndled og hånd                                                                   |
| S66 - Læsion af muskler og sener i håndled og hånd                                                          |
| S67 - Knusningslæsion af håndled og hånd                                                                    |
| S68 - Traumatisk amputation af håndled og hånd                                                              |
| S69 - Andre og ikke specificerede læsioner af håndled og hånd                                               |
| S70-S79 - Læsioner af hofte og lår                                                                          |
| S70 - Overfladisk læsion af hofteregion og lår                                                              |
| S71 - Åbent sår på hofteregion og lår                                                                       |
| S72 - Fraktur af femur                                                                                      |
| S73 - Luksation og distorsion af hofte                                                                      |
| S74 - Læsion af nerver i hofteregion og i lår                                                               |
| S75 - Læsion af blodkar i hofteregion og lår                                                                |
| S76 - Læsion af muskler og sener i hofteregion og lår                                                       |
| S77 - Knusningslæsion af hofteregion og lår                                                                 |
| S78 - Traumatisk amputation af hofte og lår                                                                 |
| S79 - Andre og ikke specificerede læsioner af hofteregion og lår                                            |
| S80-S89 - Læsioner af knæ og underben                                                                       |
| S80 - Overfladisk læsion af knæ og underben                                                                 |
| S81 - Åbent sår på knæ og underben                                                                          |
| S82 - Fraktur af knæ, underben og ankel                                                                     |
| S83 - Luksation og distorsion af led og ligamenter i knæ                                                    |
| S84 - Læsion af nerver i knæregion og underben                                                              |
| S85 - Læsion af blodkar i knæregion og underben                                                             |
| S86 - Beskadigelse af muskler og sener i knæregion eller underben                                           |
| S87 - Knusningslæsion af knæ og crus                                                                        |
| S88 - Traumatisk amputation i knæregion eller underben                                                      |
| S89 - Andre og ikke specificerede læsioner af knæregion og underben                                         |
| S90-S99 - Læsioner af ankel og fod                                                                          |
| S90 - Overfladisk læsion af ankel og fod                                                                    |
| S91 - Åbent sår på ankel og fod                                                                             |
| S92 - Fraktur af fod                                                                                        |
| S93 - Luksation og distorsion af led og ligamenter i ankel og fod                                           |
| S94 - Læsion af nerver i ankel og fod                                                                       |
| S95 - Beskadigelse af blodkar i ankel og fod                                                                |
| S96 - Læsion af muskler og sener i ankel og fod                                                             |
| S97 - Knusningslæsion af ankel og fod                                                                       |
| S98 - Traumatisk amputation af ankel og fod                                                                 |
| S99 - Andre og ikke specificerede læsioner af ankel og fod                                                  |
| T00-T07 - Læsioner af flere legemsregioner                                                                  |
| T00 - Overfladiske læsioner af flere legemsregioner                                                         |
| T01 - Åbne sår på flere legemsregioner                                                                      |
| T02 - Frakturer i flere legemsregioner                                                                      |
| T03 - Luksation og distorsion af led og ligamenter i flere legemsregioner                                   |
| T04 - Knusningslæsioner i flere legemsregioner                                                              |
| T05 - Traumatisk amputation af flere legemsdele                                                             |
| T06 - Andre læsioner af flere legemsregioner IKA                                                            |
| T07 - Multiple læsioner uden nærmere specificeringer                                                        |
| T08-T14 - Læsioner uden nærmere angivelse af lokalisation på legemsregion                                   |
| T08 - Fraktur af rygsøjlen uden angivelse af niveau                                                         |
| T09 - Andre læsioner af rygsøjle og krop uden angivelse af lokalisation                                     |
| T10 - Fraktur af overekstremitet uden angivelse af lokalisation                                             |
| T11 - Andre læsioner af overekstremitet uden angivelse af lokalisation                                      |
| T12 - Fraktur af underekstremitet uden angivelse af lokalisation                                            |
| T13 - Andre læsioner af underekstremitet uden angivelse af lokalisation                                     |
| T14 - Læsion uden angivelse af legemsregion                                                                 |
| T15-T19 - Fremmedlegemer trængt ind gennem naturlige legemsåbninger                                         |
| T15 - Fremmedlegeme på øjets ydre overflade                                                                 |
| T16 - Fremmedlegeme i øre                                                                                   |
| T17 - Fremmedlegeme i luftvejene                                                                            |
| T18 - Fremmedlegeme i fordøjelseskanalen                                                                    |
| T19 - Fremmedlegeme i urin- og kønsorganerne                                                                |
| T20-T32 - Forbrændinger og ætsninger                                                                        |
| T20-T25 - Forbrændinger og ætsninger af huden i forskellige legemsregioner                                  |
| T20 - Forbrænding og ætsning på hovedet og halsen                                                           |
| T21 - Forbrænding og ætsning på kroppen                                                                     |
| T22 - Forbrænding og ætsning på skulder og arm                                                              |
| T23 - Forbrænding og ætsning på håndled og hånd                                                             |
| T24 - Forbrænding og ætsning på hofte og ben                                                                |
| T25 - Forbrænding og ætsning på ankel og fod                                                                |
| T26-T28 - Forbrændinger og ætsninger af øjne og indre organer                                               |
| T26 - Forbrænding og ætsning af øje og øjenregion                                                           |
| T27 - Forbrænding og ætsning af luftveje                                                                    |
| T28 - Forbrænding og ætsning af andre indre organer                                                         |
| T29-T32 - Forbrændinger og ætsninger af flere og ikke specificerede regioner                                |
| T29 - Forbrænding og ætsning af flere legemsregioner                                                        |
| T30 - Forbrænding og ætsning uden angivelse af legemsregion                                                 |
| T31 - Forbrænding i procent af legemsoverfladen                                                             |
| T32 - Ætsning i procent af legemsoverfladen                                                                 |
| T33-T35 - Forfrysninger                                                                                     |
| T33 - Overfladisk forfrysning                                                                               |
| T34 - Forfrysning med nekrose                                                                               |
| T35 - Forfrysninger i flere legemsregioner og ikke specificeret forfrysning                                 |
| T36-T50 - Skadelige virkninger af lægemidler og biologiske stoffer                                          |
| T36 - Forgiftning med antibiotika til systemisk brug                                                        |
| T37 - Forgiftning med andre antibakterielle og antiparasitære midler                                        |
| T38 - Forgiftning med hormoner og syntetiske substitutter og antagonister IKA                               |
| T39 - Forgiftning med svage smertestillende midler                                                          |
| T40 - Forgiftninger med opioider, kokain og hallucinogener                                                  |
| T41 - Forgiftninger med bedøvelsesmidler og terapeutiske gasarter                                           |
| T42 - Forgiftninger med epilepsi-, sove- og antiparkinsonmidler                                             |
| T43 - Forgiftninger med andre psykotrope midler, IKA                                                        |
| T44 - Forgiftning med lægemidler med virkning på det autonome nervesystem                                   |
| T45 - Forgiftning med lægemidler med systemisk og hæmatologisk virkning IKA                                 |
| T46 - Forgiftning med lægemidler med virkning primært på hjerte og kredsløb                                 |
| T47 - Forgiftning med lægemidler med virkning primært på fordøjelsessystemet                                |
| T48 - Forgiftning med lægemidler med virkning primært på glat muskulatur, bevægeapparat og åndedrætsorganer |
| T49 - Forgiftning med lokalt virkende lægemidler til hud, slimhinder, øjne, ører, næse, hals og tænder      |
| T50 - Forgiftning med diuretika og andre og ikke specificerede lægemidler og biologiske stoffer             |
| T51-T65 - Skadelige virkninger af ikke-medicinske substanser                                                |
| T51 - Forgiftning med alkohol                                                                               |
| T52 - Forgiftning med organiske opløsningsmidler                                                            |
| T53 - Forgiftning med halogenderivater af alifatiske og aromatiske hydrocarboner                            |
| T54 - Forgiftning med ætsende substanser                                                                    |
| T55 - Forgiftning med sæbe og rengøringsmidler                                                              |
| T56 - Forgiftning med metaller                                                                              |
| T57 - Forgiftning med andre uorganiske substanser                                                           |
| T58 - Forgiftning med kulilte                                                                               |
| T59 - Forgiftning med andre gasarter, røg og dampe                                                          |
| T60 - Forgiftning med pesticider                                                                            |
| T61 - Forgiftning med giftige bestanddele i madvarer fra havet                                              |
| T62 - Forgiftning med andre giftige bestanddele i madvarer                                                  |
| T63 - Skadelig virkning ved kontakt med giftige dyr                                                         |
| T64 - Skadelig virkning af aflatoksin og andre svampegifte i madvarer                                       |
| T65 - Forgiftning med andre og ikke specificerede substanser                                                |
| T66-T78 - Andre skadelige påvirkninger                                                                      |
| T66 - Skade forårsaget af stråling                                                                          |
| T67 - Skade forårsaget af varme og lys                                                                      |
| T68 - Påvirkning af nedsat temperatur                                                                       |
| T69 - Andre virkninger af nedsat temperatur                                                                 |
| T70 - Skadelig virkning af lufttryk og vandtryk                                                             |
| T71 - Kvælning                                                                                              |
| T73 - Skadevirkning af andre mangelsituationer                                                              |
| T74 - Mishandlingssyndromer                                                                                 |
| T75 - Andre ydre påvirkninger                                                                               |
| T78 - Visse bivirkninger IKA                                                                                |
| T79 - Visse tidlige komplikationer til beskadigelse                                                         |
| T79 - Visse tidlige komplikationer til skade ved ydre påvirkning IKA                                        |
| T80-T89 - Komplikationer til kirurgisk og medicinsk behandling IKA                                          |
| T80 - Komplikationer efter infusion, transfusion og injektion                                               |
| T81 - Komplikationer til indgreb IKA                                                                        |
| T82 - Komplikationer til proteser, implantater og transplantater i hjerte og kar                            |
| T83 - Komplikationer til urogenitale proteser, implantater og transplanter                                  |
| T84 - Komplikationer til interne ortopædiske proteser, implantater og transplantater                        |
| T85 - Komplikationer til andre interne proteser, implantater og transplantater                              |
| T86 - Svigt og afstødning af transplanterede organer og væv                                                 |
| T87 - Komplikationer til påsætning og amputation                                                            |
| T88 - Andre komplikationer til kirurgisk og medicinsk behandling IKA                                        |
| T89 - Infektioner opstået i forbindelse med sygehusbehandling                                               |
| T90-T98 - Følger af læsioner, forgiftning og andre ydre påvirkninger                                        |
| T90 - Følgetilstande efter læsion af hovedet                                                                |
| T91 - Følgetilstand efter læsion af halsen og kroppen                                                       |
| T92 - Følgetilstande efter læsion af overekstremitet                                                        |
| T93 - Følgetilstande efter læsion af underekstremitet                                                       |
| T94 - Følgetilstande efter læsion i flere eller ikke specificerede legemsregioner                           |
| T95 - Følgetilstande efter forbrændinger, ætsninger og forfrysninger                                        |
| T96 - Følgetilstande efter forgiftning med lægemidler og biologiske substanser                              |
| T97 - Følgetilstande efter forgiftning med ikke-medicinske substanser                                       |
| T98 - Følgetilstande efter andre eller ikke specificerede virkninger af ydre påvirkninger                   |

| Lægevidenskab | Spire Denne artikel om lægevidenskab er en spire som bør udbygges. Du er velkommen til at hjælpe Wikipedia ved at udvide den. |